# Liste der deutschen Botschafter in Polen
Die Liste der deutschen Botschafter in Polen enthält die jeweils ranghöchsten Vertreter des Deutschen Reichs und der Bundesrepublik Deutschland in Polen. Sitz der Botschaft ist in Warschau.

## Deutsches Reich

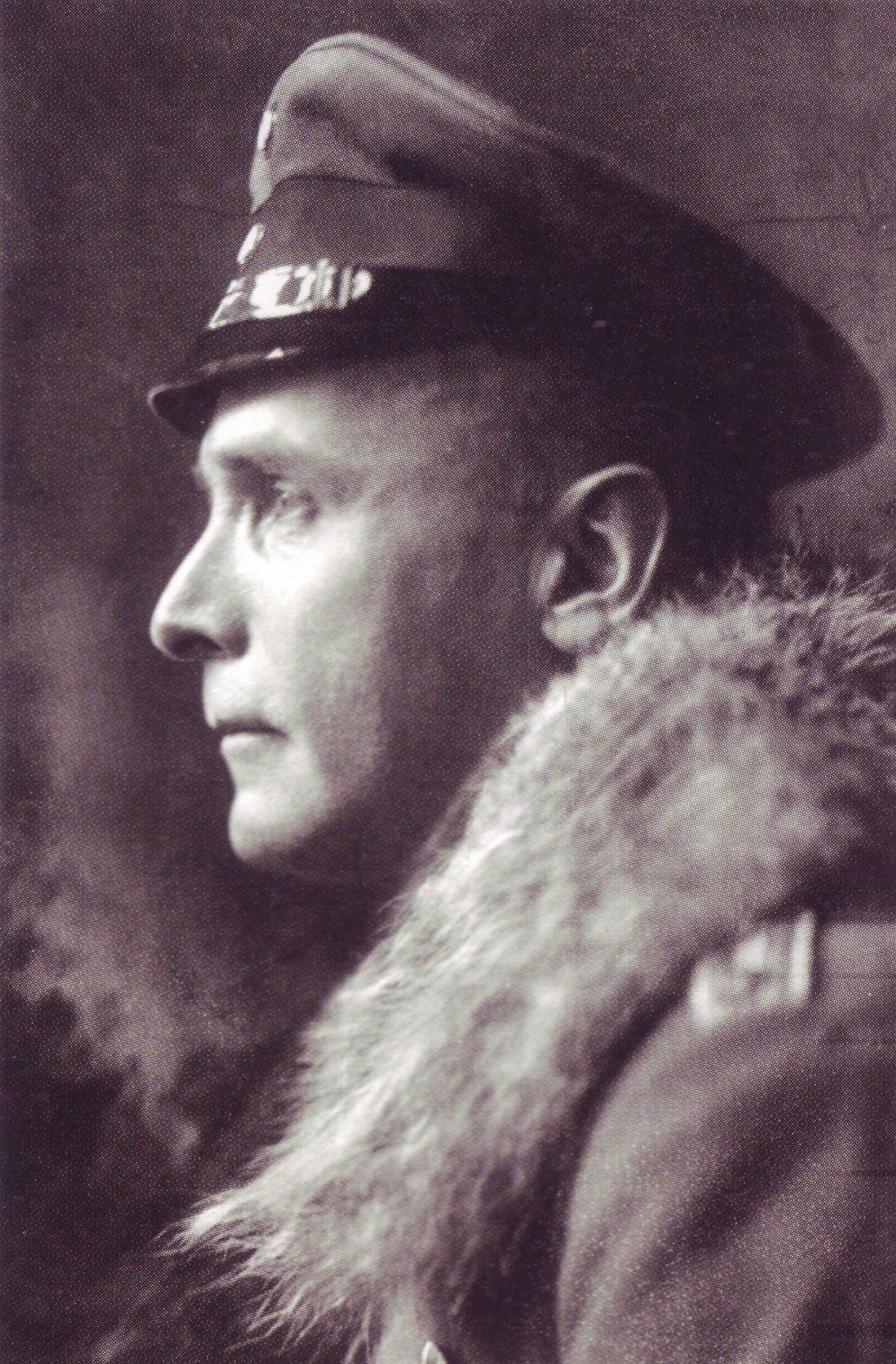
Harry Graf Kessler (1917)

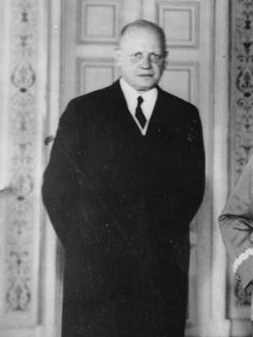
Hans-Adolf von Moltke (1934)

| Name                  | Amtszeit  | Anmerkungen                      |
| --------------------- | --------- | -------------------------------- |
| Harry Graf Kessler    | 1918      | Gesandter für einen Monat        |
| Hans von Schoen       | 1921–1922 | Gesandter                        |
| Ulrich Rauscher       | 1922–1930 | Gesandter                        |
| Hans-Adolf von Moltke | 1931–1939 | 1931 Gesandter, 1934 Botschafter |

## Bundesrepublik Deutschland
| Name                                   | Amtszeit  | Anmerkungen                  |
| -------------------------------------- | --------- | ---------------------------- |
| Bernd Mumm von Schwarzenstein          | 1963–1966 | Leiter der Handelsvertretung |
| Heinrich Böx                           | 1966–1970 | Leiter der Handelsvertretung |
| Egon Emmel                             | 1970–1972 | Leiter der Handelsmission    |
| Hans Hellmuth Ruete                    | 1972–1977 |                              |
| Werner Ahrens                          | 1977–1979 |                              |
| Georg Negwer                           | 1979–1983 |                              |
| Horst Röding                           | 1983–1985 |                              |
| Franz Pfeffer                          | 1985–1987 |                              |
| Franz Jochen Schoeller                 | 1987–1989 |                              |
| Günter Knackstedt                      | 1989–1992 |                              |
| Franz Bertele                          | 1992–1993 |                              |
| Johannes Bauch                         | 1993–1999 |                              |
| Frank Elbe                             | 1999–2003 |                              |
| Reinhard Schweppe                      | 2003–2007 |                              |
| Michael H. Gerdts                      | 2007–2010 |                              |
| Rüdiger von Fritsch                    | 2010–2014 |                              |
| Rolf Nikel                             | 2014–2020 |                              |
| Arndt Freiherr Freytag von Loringhoven | 2020–2022 |                              |
| Thomas Bagger                          | 2022–2023 |                              |
| Viktor Elbling                         | 2023–2025 |                              |